# Mascot (Cyclecar)
Mascot war eine schwedische Automarke, unter der etwa im Jahre 1920 Cyclecars vermarktet wurden. Hersteller war AB Rååverken aus Helsingborg.
Der Mascot wurde sowohl als Kit Car als auch als fertiges Auto geliefert. Mit dem Bausatz wurde ein Motorrad in eine Art Cyclecar verwandelt. Üblicherweise diente eine Excelsior mit 16 bhp-(11,8 kW)-V2-Motor als Basis, es wurden aber auch Motorräder von Harley-Davidson, Reading Standard oder Indian eingesetzt. Lenkeinheit, Sitz und Vorderrad wurden abgebaut und der verbleibenden Rahmen mit Motor und Hinterrad in eine leichte Karosserie eingebaut, die die „fehlenden“ drei Räder lieferte. Die Spurweite betrug 1070 mm, die Länge etwa 3000 mm und das Gewicht lag bei 275 kg. Das Gefährt wurde per Lenkrad gelenkt, hatte Gas- und Bremspedal, einen Gangschalthebel, Windschutzscheibe, Türen, ein Cabrioletdach, bequeme Sitze und einen einzelnen Scheinwerfer. Zwei Personen fanden in dem Tandemsitzer Platz. Der ganze Wagen sah dem ALC ähnlich.